# Dysdera fustigans
Dysdera fustigans este o specie de păianjeni din genul Dysdera, familia Dysderidae, descrisă de Alicata, 1966.
Este endemică în Italia. Conform Catalogue of Life specia Dysdera fustigans nu are subspecii cunoscute.